# Februar 1918
Portal Geschichte | Portal Biografien | Aktuelle Ereignisse | Jahreskalender | Tagesartikel

◄ |
19. Jahrhundert |
20. Jahrhundert
| 21. Jahrhundert

◄ |
1880er |
1890er |
1900er |
1910er
| 1920er | 1930er | 1940er | ►

◄ |
1914 |
1915 |
1916 |
1917 |
1918
| 1919 | 1920 | 1921 | 1922 | ►

◄ |
November 1917 |
Dezember 1917 |
Januar 1918 |
Februar 1918 |
März 1918 |
April 1918 |
Mai 1918 |
►
Dieser Artikel behandelt tagesbezogene Nachrichten und Ereignisse im Februar 1918.
Im Monat fortlaufend: der Erste Weltkrieg; auch im Februar 1918 setzt sich die Wirtschaftskrise der letzten Kriegsmonate fort.

## Tagesgeschehen

### Freitag, 1. Februar 1918
- Cattaro (Kotor): Auf den vor Anker liegenden Schiffen der Österr. Marine bricht der Matrosenaufstand von Cattaro aus (bis 3. Februar).

### Sonntag, 3. Februar 1918
- Berlin/Wien: Ende der Januarstreiks

### Donnerstag, 7. Februar 1918
- London: Das Wahlrecht im Vereinigten Königreich wird durch das an diesem Tag in Kraft getretene Gesetz Representation of the People Act 1918 (Fourth Reform Act) neu geregelt. Die Zahl der Wahlberechtigten verdoppelt sich. Ebenfalls über 30-jährige Frauen werden unter bestimmten Voraussetzungen wahlberechtigt.
- Kiew: Rote Truppen erobern die Stadt

### Samstag, 9. Februar 1918

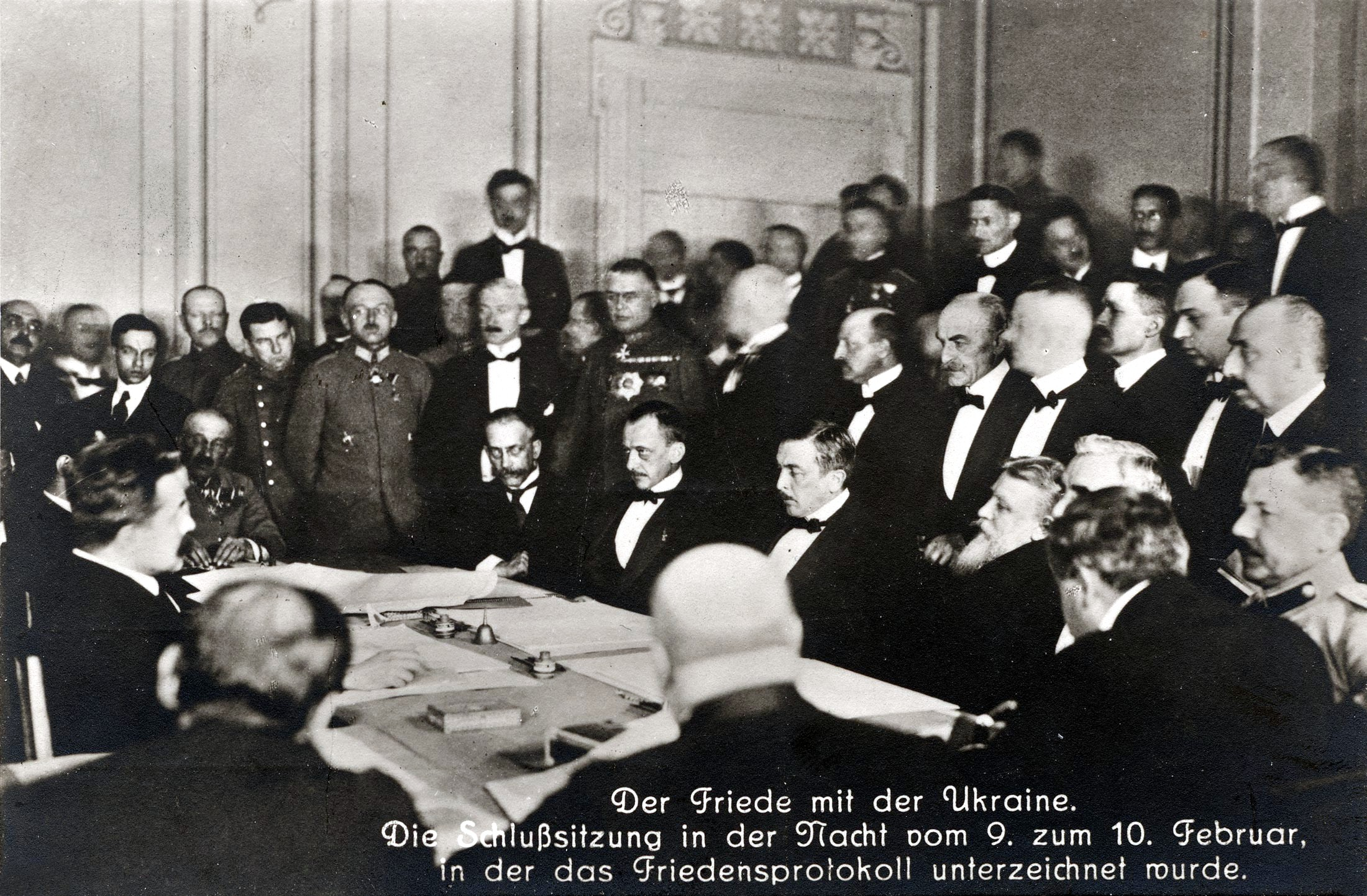
Unterzeichnung des Friedensvertrags mit der Ukraine am 9. Februar

- Brest-Litowsk: Ein Separatfrieden (sog. Brotfrieden) der Mittelmächte mit der Ukrainischen Volksrepublik wurde unterzeichnet.
- Die rumänische Regierung unter Ion Brătianu tritt zurück. Nachfolger wird Alexandru Averescu.

### Sonntag, 10. Februar 1918
- ebda: Trotzki bricht nach einem deutschen Ultimatum die Friedensverhandlungen von sowjetischer Seite ab und gibt die Parole „Weder Krieg noch Frieden“ aus.

### Samstag, 16. Februar 1918
- Ausrufung der Republik Litauen[1]

### Montag, 18. Februar 1918
- Berlin: Die Operation Faustschlag beginnt (bis 3. März), ein rascher Vorstoß deutscher Truppen in Russland. Innerhalb weniger Tage besetzen sie Livland und Estland.

### Dienstag, 19. Februar 1918
- Der Eismarsch der Baltischen Flotte beginnt.
- Henry Hughes Wilson wird Chef des Imperialen Generalstabs.

### Samstag, 23. Februar 1918
- Brest-Litowsk: Ultimatum der deutschen Regierung an Sowjetrussland zur Annahme der Friedensbedingungen

### Sonntag, 24. Februar 1918
- In Estland wird eine provisorische Regierung gebildet.
- Die Transkaukasische Demokratisch-Föderative Republik wird ausgerufen.
- Rumänien nimmt mit den Mittelmächten Friedensverhandlungen auf.
- Heimkehr des deutschen Hilfskreuzers Wolf nach 450 Tagen Feindfahrt

### Montag, 25. Februar 1918
- Tallinn (Reval): wird durch deutsche Truppen eingenommen

### Dienstag, 26. Februar 1918
- Brest-Litowsk: Wiederaufnahme der Friedensverhandlungen

### Donnerstag, 28. Februar 1918
- Kiew: K.u.k.-Truppen rücken in die Ukraine ein
- Tallinn (Reval): Ausrufung der von Deutschland abhängigen Republik Estland